# Lista de episódios de Friends

Uma fotografia promocional para lançar a primeira temporada da série. Da esquerda para a direita, Matt LeBlanc como Joey Tribbiani, Lisa Kudrow como Phoebe Buffay, Courteney Cox como Monica Geller, Jennifer Aniston como Rachel Green, David Schwimmer como Ross Geller e Matthew Perry como Chandler Bing.

Esta é a lista de episódios de Friends, uma série de comédia de situação americana produzida pela National Broadcasting Company (NBC) entre 1994 e 2004. Criado por David Crane e Marta Kauffman, o programa segue seis amigos que vivem e trabalham na cidade de Nova Iorque: Ross Geller, Rachel Green, Monica Geller, Chandler Bing, Joey Tribbiani e Phoebe Buffay, interpretados por David Schwimmer, Jennifer Aniston, Courteney Cox, Matthew Perry, Matt LeBlanc e Lisa Kudrow, respectivamente. Todos os episódios foram filmados na Warner Bros. Studios em Burbank, Califórnia, com exceção de "The One with Ross's Wedding", que foi gravado em Londres.
A primeira temporada de Friends começou com um episódio piloto em 22 de setembro de 1994 e terminou no dia 18 de maio de 1995. A temporada seguinte começou quatro meses depois, em 21 de setembro, encerrando em 16 de maio de 1996. A terceira temporada foi exibida entre 19 de setembro de 1996 e 15 de maio de 1997, enquanto a quarta teve início em 25 de setembro do mesmo ano e acabou em 7 de maio de 1998. A quinta temporada foi exibida entre 24 de setembro de 1998 e 20 de maio de 1999 e a sexta começou quatro meses depois, em 23 de setembro, e acabou em 18 de maio de 2000. A sétima temporada da série foi exibida entre 12 de outubro do mesmo ano e 17 de maio de 2001. Já a oitava temporada teve início em 27 de setembro de 2001 e encerrou-se em 16 de maio do ano seguinte. A nona temporada começou em 26 de setembro de 2002 e acabou em 15 de maio de 2003. A décima e última temporada foi iniciada em 25 de setembro de 2003 e concluída com a história dupla "The Last One" em 6 de maio de 2004, encerrando a série. Adicionalmente, foram produzidos três especiais durante a duração do programa.
A estreia da série atraiu 21,5 milhões de espectadores, e manteve uma audiência média sempre acima dos vinte milhões de espectadores. O último episódio foi assistido por 52,5 milhões de pessoas, tornando-se no quarto final mais assistido na história da televisão americana. Todas as temporadas foram lançadas em VHS, DVD e Blu-ray, bem como estavam disponíveis na Netflix até 2020.

## Resumo
| Temporada | Temporada     | Episódios | Episódios | Originalmente exibido  | Originalmente exibido | Espectadores (em milhões) |
| Temporada | Temporada     | Episódios | Episódios | Estreia da temporada   | Final da temporada    | Espectadores (em milhões) |
| --------- | ------------- | --------- | --------- | ---------------------- | --------------------- | ------------------------- |
|           | 1ª temporada  | 24        | 24        | 22 de setembro de 1994 | 18 de maio de 1995    | 24,3                      |
|           | 2ª temporada  | 24        | 24        | 21 de setembro de 1995 | 16 de maio de 1996    | 29,4                      |
|           | 3ª temporada  | 25        | 25        | 19 de setembro de 1996 | 15 de maio de 1997    | 24,9                      |
|           | 4ª temporada  | 24        | 24        | 25 de setembro de 1997 | 7 de maio de 1998     | 24,0                      |
|           | 5ª temporada  | 24        | 24        | 24 de setembro de 1998 | 20 de maio de 1999    | 23,5                      |
|           | 6ª temporada  | 25        | 25        | 23 de setembro de 1999 | 18 de maio de 2000    | 20,7                      |
|           | 7ª temporada  | 24        | 24        | 12 de outubro de 2000  | 17 de maio de 2001    | 20,2                      |
|           | 8ª temporada  | 24        | 24        | 27 de setembro de 2001 | 16 de maio de 2002    | 24,5                      |
|           | 9ª temporada  | 24        | 24        | 26 de setembro de 2002 | 15 de maio de 2003    | 21,8                      |
|           | 10ª temporada | 18        | 18        | 25 de setembro de 2003 | 6 de maio de 2004     | 22,8                      |

## Episódios

### 1.ª temporada (1994–1995)
| N.º na série | N.º na temp. | Título original (Título em português)                                                            | Dirigido por    | Escrito por                                                                              | Exibição original       | Cód. de produção | Audiência nos EUA (milhões) |
| ------------ | ------------ | ------------------------------------------------------------------------------------------------ | --------------- | ---------------------------------------------------------------------------------------- | ----------------------- | ---------------- | --------------------------- |
| 1            | 1            | "The Pilot" "Piloto"                                                                             | James Burrows   | David Crane e Marta Kauffman                                                             | 22 de setembro de 1994  | 456650           | 21,5                        |
| 2            | 2            | "The One with the Sonogram at the End" "Aquele da Ultrasonografia no Final"                      | James Burrows   | David Crane e Marta Kauffman                                                             | 29 de setembro de 1994  | 456652           | 20,2                        |
| 3            | 3            | "The One with the Thumb" "Aquele do Dedão"                                                       | James Burrows   | Jeffrey Astrof e Mike Sikowitz                                                           | 6 de outubro de 1994    | 456651           | 19,5                        |
| 4            | 4            | "The One with George Stephanopoulos" "Aquele com George Stephanopoulos"                          | James Burrows   | Alexa Junge                                                                              | 13 de outubro de 1994   | 456654           | 19,7                        |
| 5            | 5            | "The One with the East German Laundry Detergent" "Aquele com o Sabão em pó da Alemanha Oriental" | Pamela Fryman   | Jeff Greenstein e Jeff Strauss                                                           | 20 de outubro de 1994   | 456653           | 18,6                        |
| 6            | 6            | "The One with the Butt" "Aquele do Traseiro"                                                     | Arlene Sanford  | Adam Chase e Ira Ungerleider                                                             | 27 de outubro de 1994   | 456655           | 18,2                        |
| 7            | 7            | "The One with the Blackout" "Aquele do Blecaute"                                                 | James Burrows   | Jeffrey Astrof e Mike Sikowitz                                                           | 3 de novembro de 1994   | 456656           | 23,5                        |
| 8            | 8            | "The One Where Nana Dies Twice" "Aquele em que a Vovó Morre Duas Vezes"                          | James Burrows   | Marta Kauffman e David Crane                                                             | 10 de novembro de 1994  | 456657           | 21,1                        |
| 9            | 9            | "The One Where Underdog Gets Away" "Aquele em que o Underdog Escapa"                             | James Burrows   | Jeff Greenstein e Jeff Strauss                                                           | 17 de novembro de 1994  | 456659           | 23,1                        |
| 10           | 10           | "The One with the Monkey" "Aquele do Macaco"                                                     | Peter Bonerz    | Adam Chase & Ira Ungerleider                                                             | 15 de dezembro de 1994  | 456661           | 19,9                        |
| 11           | 11           | "The One with Mrs. Bing" "Aquele com a Sra. Bing"                                                | James Burrows   | Alexa Junge                                                                              | 5 de janeiro de 1995    | 456660           | 26,6                        |
| 12           | 12           | "The One with the Dozen Lasagnas" "Aquele com uma Dúzia de Lasanhas"                             | Paul Lazarus    | Jeffrey Astrof, Mike Sikowitz, Adam Chase e Ira Ungerleider                              | 12 de janeiro de 1995   | 456658           | 24,0                        |
| 13           | 13           | "The One with the Boobies" "Aquele dos Seios"                                                    | Alan Myerson    | Alexa Junge                                                                              | 19 de janeiro de 1995   | 456664           | 25,8                        |
| 14           | 14           | "The One with the Candy Hearts" "Aquele dos Corações Doces"                                      | James Burrows   | Bill Lawrence                                                                            | 9 de fevereiro de 1995  | 456667           | 23,8                        |
| 15           | 15           | "The One with the Stoned Guy" "Aquele do Cara Chapado"                                           | Alan Myerson    | Jeff Greenstein e Jeff Strauss                                                           | 16 de fevereiro de 1995 | 456663           | 24,8                        |
| 16           | 16           | "The One with Two Parts: Part 1" "Aquele de Duas Partes: Parte 1"                                | Michael Lembeck | Marta Kauffman e David Crane                                                             | 23 de fevereiro de 1995 | 456665A          | 26,1                        |
| 17           | 17           | "The One with Two Parts: Part 2" "Aquele de Duas Partes: Parte 2"                                | Michael Lembeck | Marta Kauffman e David Crane                                                             | 23 de fevereiro de 1995 | 456665B          | 30,5                        |
| 18           | 18           | "The One with All the Poker" "Aquele do Pôquer"                                                  | James Burrows   | Jeffrey Astrof & Mike Sikowitz                                                           | 2 de março de 1995      | 456662           | 30,4                        |
| 19           | 19           | "The One Where the Monkey Gets Away" "Aquele em que o Macaco Escapa"                             | Peter Bonerz    | Jeffrey Astrof e Mike Sikowitz                                                           | 9 de março de 1995      | 456668           | 29,4                        |
| 20           | 20           | "The One with the Evil Orthodontist" "Aquele do Ortodontista Maligno"                            | Peter Bonerz    | Doty Abrams                                                                              | 6 de abril de 1995      | 456669           | 30,0                        |
| 21           | 21           | "The One with the Fake Monica" "Aquele da Monica Falsa"                                          | Gail Mancuso    | Adam Chase e Ira Ungerleider                                                             | 27 de abril de 1995     | 456671           | 28,4                        |
| 22           | 22           | "The One with the Ick Factor" "Aquele do Fator Repulsa"                                          | Robby Benson    | Alexa Junge                                                                              | 4 de maio de 1995       | 456670           | 29,9                        |
| 23           | 23           | "The One with the Birth" "Aquele do Nascimento"                                                  | James Burrows   | História por : David Crane e Marta Kauffman Roteiro por : Jeff Greenstein e Jeff Strauss | 11 de maio de 1995      | 456672           | 28,7                        |
| 24           | 24           | "The One Where Rachel Finds Out" "Aquele em que Rachel Descobre"                                 | Kevin S. Bright | Chris Brown                                                                              | 18 de maio de 1995      | 456673           | 31,3                        |

### 2.ª temporada (1995–1996)
| N.º na série | N.º na temp. | Título original (Título em português)                                                  | Dirigido por     | Escrito por                                                                | Exibição original       | Cód. de produção | Audiência nos EUA (milhões) |
| ------------ | ------------ | -------------------------------------------------------------------------------------- | ---------------- | -------------------------------------------------------------------------- | ----------------------- | ---------------- | --------------------------- |
| 25           | 1            | "The One with Ross's New Girlfriend" "Aquele com a Nova Namorada do Ross"              | Michael Lembeck  | Jeffrey Astrof e Mike Sikowitz                                             | 21 de setembro de 1995  | 457301           | 32,1                        |
| 26           | 2            | "The One with the Breast Milk" "Aquele do Leite Materno"                               | Michael Lembeck  | Adam Chase e Ira Ungerleider                                               | 28 de setembro de 1995  | 457302           | 29,8                        |
| 27           | 3            | "The One Where Heckles Dies" "Aquele em que Heckles Morre"                             | Kevin S. Bright  | Michael Curtis e Gregory S. Malins                                         | 5 de outubro de 1995    | 457303           | 30,2                        |
| 28           | 4            | "The One with Phoebe's Husband" "Aquele com o Marido da Phoebe"                        | Gail Mancuso     | Alexa Junge                                                                | 12 de outubro de 1995   | 457305           | 28,1                        |
| 29           | 5            | "The One with Five Steaks and an Eggplant" "Aquele com Cinco Bifes e uma Berinjela"    | Ellen Gittelsohn | Chris Brown                                                                | 19 de outubro de 1995   | 457304           | 28,3                        |
| 30           | 6            | "The One with the Baby on the Bus" "Aquele com o Bebê no Ônibus"                       | Gail Mancuso     | Betsy Borns                                                                | 2 de novembro de 1995   | 457306           | 30,2                        |
| 31           | 7            | "The One Where Ross Finds Out" "Aquele em que Ross Descobre"                           | Peter Bonerz     | Michael Borkow                                                             | 9 de novembro de 1995   | 457307           | 30,5                        |
| 32           | 8            | "The One with the List" "Aquele com a Lista"                                           | Mary Kay Place   | David Crane e Marta Kauffman                                               | 16 de novembro de 1995  | 457308           | 32,9                        |
| 33           | 9            | "The One with Phoebe's Dad" "Aquele com o Pai da Phoebe"                               | Kevin S. Bright  | Jeffrey Astrof e Mike Sikowitz                                             | 14 de dezembro de 1995  | 457309           | 27,8                        |
| 34           | 10           | "The One with Russ" "Aquele com o Russ"                                                | Thomas Schlamme  | Ira Ungerleider                                                            | 4 de janeiro de 1996    | 457311           | 32,2                        |
| 35           | 11           | "The One with the Lesbian Wedding" "Aquele com o Casamento Lésbico"                    | Thomas Schlamme  | Doty Abrams                                                                | 18 de janeiro de 1996   | 457312           | 31,6                        |
| 36 37        | 12 13        | "The One After the Superbowl" "Aquele Depois do Superbowl"                             | Michael Lembeck  | Jeffrey Astrof e Mike SikowitzMichael Borkow                               | 28 de janeiro de 1996   | 457313 457314    | 52,9                        |
| 38           | 14           | "The One with the Prom Video" "Aquele com o Vídeo de Formatura"                        | James Burrows    | Alexa Junge                                                                | 1 de fevereiro de 1996  | 457310           | 33,6                        |
| 39           | 15           | "The One Where Ross and Rachel... You Know" "Aquele em que Ross e Rachel... Você Sabe" | Michael Lembeck  | Michael Curtis e Gregory S. Malins                                         | 8 de fevereiro de 1996  | 457315           | 32,9                        |
| 40           | 16           | "The One Where Joey Moves Out" "Aquele em que Joey Sai"                                | Michael Lembeck  | Betsy Borns                                                                | 15 de fevereiro de 1996 | 457316           | 31,1                        |
| 41           | 17           | "The One Where Eddie Moves In" "Aquele em que Eddie Entra"                             | Michael Lembeck  | Adam Chase                                                                 | 22 de fevereiro de 1996 | 457317           | 30,2                        |
| 42           | 18           | "The One Where Dr. Ramoray Dies" "Aquele em que o Dr. Ramoray Morre"                   | Michael Lembeck  | História por : Alexa Junge Roteiro por : Michael Borkow                    | 21 de março de 1996     | 457318           | 30,1                        |
| 43           | 19           | "The One Where Eddie Won't Go" "Aquele em que Eddie Não Vai Embora"                    | Michael Lembeck  | Michael Curtis e Gregory S. Malins                                         | 28 de março de 1996     | 457319           | 31,2                        |
| 44           | 20           | "The One Where Old Yeller Dies" "Aquele em que o Velho Yeller Morre"                   | Michael Lembeck  | História por : Michael Curtis e Gregory S. Malins Roteiro por : Adam Chase | 4 de abril de 1996      | 457320           | 27,4                        |
| 45           | 21           | "The One with the Bullies" "Aquele com os Valentões"                                   | Michael Lembeck  | Brian Buckner e Sebastian Jones                                            | 25 de abril de 1996     | 457321           | 24,7                        |
| 46           | 22           | "The One with the Two Parties" "Aquele com as Duas Festas"                             | Michael Lembeck  | Alexa Junge                                                                | 2 de maio de 1996       | 457322           | 25,5                        |
| 47           | 23           | "The One with the Chicken Pox" "Aquele com a Catapora"                                 | Michael Lembeck  | Brown Mandell                                                              | 9 de maio de 1996       | 457324           | 26,1                        |
| 48           | 24           | "The One with Barry and Mindy's Wedding" "Aquele com o Casamento de Barry e Mindy"     | Michael Lembeck  | História por : Ira Ungerleider Roteiro por : Brown Mandell                 | 16 de maio de 1996      | 457323           | 29,0                        |

### 3.ª temporada (1996–1997)
| N.º na série | N.º na temp. | Título original (Título em português)                                                              | Dirigido por    | Escrito por                                                                                       | Exibição original       | Cód. de produção | Audiência nos EUA (milhões) |
| ------------ | ------------ | -------------------------------------------------------------------------------------------------- | --------------- | ------------------------------------------------------------------------------------------------- | ----------------------- | ---------------- | --------------------------- |
| 49           | 1            | "The One with the Princess Leia Fantasy" "Aquele da Fantasia da Princesa Leia"                     | Gail Mancuso    | Michael Curtis e Gregory S. Malins                                                                | 19 de setembro de 1996  | 465251           | 26,8                        |
| 50           | 2            | "The One Where No One's Ready" "Aquele em que Ninguém Está Pronto"                                 | Gail Mancuso    | Ira Ungerleider                                                                                   | 26 de setembro de 1996  | 465252           | 26,7                        |
| 51           | 3            | "The One with the Jam" "Aquele com a Geleia"                                                       | Kevin S. Bright | Wil Calhoun                                                                                       | 3 de outubro de 1996    | 465253           | 25,2                        |
| 52           | 4            | "The One with the Metaphorical Tunnel" "Aquele do Túnel Metafórico"                                | Steve Zuckerman | Alexa Junge                                                                                       | 10 de outubro de 1996   | 465254           | 26,1                        |
| 53           | 5            | "The One with Frank Jr." "Aquele do Frank Jr."                                                     | Steve Zuckerman | Shana Goldberg-Meehan e Scott Silveri                                                             | 17 de outubro de 1996   | 465255           | 23,3                        |
| 54           | 6            | "The One with the Flashback" "Aquele do Flashback"                                                 | Peter Bonerz    | David Crane e Marta Kauffman                                                                      | 31 de outubro de 1996   | 465256           | 23,3                        |
| 55           | 7            | "The One with the Race Car Bed" "Aquele com a Cama de Carro de Corrida"                            | Gail Mancuso    | Seth Kurland                                                                                      | 7 de novembro de 1996   | 465257           | 27,4                        |
| 56           | 8            | "The One with the Giant Poking Device" "Aquele com o Instrumento para Cutucar"                     | Gail Mancuso    | Adam Chase                                                                                        | 14 de novembro de 1996  | 465258           | 28,7                        |
| 57           | 9            | "The One with the Football" "Aquele do Futebol Americano"                                          | Kevin S. Bright | Ira Ungerleider                                                                                   | 21 de novembro de 1996  | 465259           | 29,3                        |
| 58           | 10           | "The One Where Rachel Quits" "Aquele em que Rachel Pede as Contas"                                 | Terry Hughes    | Gregory S. Malins e Michael Curtis                                                                | 12 de dezembro de 1996  | 465260           | 25,1                        |
| 59           | 11           | "The One Where Chandler Can't Remember Which Sister" "Aquele em que Chandler Não Lembra Qual Irmã" | Terry Hughes    | Alexa Junge                                                                                       | 9 de janeiro de 1997    | 465261           | 29,8                        |
| 60           | 12           | "The One with All the Jealousy" "Aquele com Todo o Ciúme"                                          | Robby Benson    | Doty Abrams                                                                                       | 16 de janeiro de 1997   | 465262           | 29,6                        |
| 61           | 13           | "The One Where Monica and Richard are Just Friends" "Aquele em que Monica e Richard são Amigos"    | Robby Benson    | Michael Borkow                                                                                    | 30 de janeiro de 1997   | 465265           | 28,0                        |
| 62           | 14           | "The One with Phoebe's Ex-Partner" "Aquele com a ex-Parceira de Phoebe"                            | Robby Benson    | Wil Calhoun                                                                                       | 6 de fevereiro de 1997  | 465266           | 28,9                        |
| 63           | 15           | "The One Where Ross and Rachel Take a Break" "Aquele em que Ross e Rachel dão um Tempo"            | James Burrows   | Michael Borkow                                                                                    | 13 de fevereiro de 1997 | 465263           | 27,3                        |
| 64           | 16           | "The One the Morning After" "Aquele da Manhã Seguinte"                                             | James Burrows   | David Crane e Marta Kauffman                                                                      | 20 de fevereiro de 1997 | 465264           | 28,3                        |
| 65           | 17           | "The One Without the Ski Trip" "Aquele sem a Viagem Para Esquiar"                                  | Sam Simon       | Shana Goldberg-Meehan e Scott Silveri                                                             | 6 de março de 1997      | 465267           | 25,8                        |
| 66           | 18           | "The One with the Hypnosis Tape" "Aquele com a Fita de Hipnose"                                    | Robby Benson    | Seth Kurland                                                                                      | 13 de março de 1997     | 465269           | 28,1                        |
| 67           | 19           | "The One with the Tiny T-Shirt" "Aquele da Camiseta Minúscula"                                     | Terry Hughes    | Adam Chase                                                                                        | 27 de março de 1997     | 465268           | 23,7                        |
| 68           | 20           | "The One with the Dollhouse" "Aquele da Casa de Bonecas"                                           | Terry Hughes    | Wil Calhoun                                                                                       | 3 de abril de 1997      | 465270           | 24,4                        |
| 69           | 21           | "The One with a Chick and a Duck" "Aquele com o Pintinho e o Pato"                                 | Michael Lembeck | Chris Brown                                                                                       | 17 de abril de 1997     | 465271           | 23,2                        |
| 70           | 22           | "The One with the Screamer" "Aquele do Grito"                                                      | Peter Bonerz    | Shana Goldberg-Meehan e Scott Silveri                                                             | 24 de abril de 1997     | 465272           | 22,6                        |
| 71           | 23           | "The One with Ross's Thing" "Aquele da Coisa de Ross"                                              | Shelley Jensen  | Ted Cohen & Andrew Reich                                                                          | 1 de maio de 1997       | 465274           | 24,2                        |
| 72           | 24           | "The One with the Ultimate Fighting Champion" "Aquele com o Campeão de Vale Tudo"                  | Robby Benson    | História por : Pang-Ni Landrum e Mark Kunerth Roteiro por : Shana Goldberg-Meehan e Scott Silveri | 8 de maio de 1997       | 465273           | 23,1                        |
| 73           | 25           | "The One at the Beach" "Aquele na Praia"                                                           | Pamela Fryman   | História por : Pang-Ni Landrum e Mark Kunerth Roteiro por : Adam Chase                            | 15 de maio de 1997      | 465275           | 28,8                        |

### 4.ª temporada (1997–1998)
| N.º na série | N.º na temp. | Título original (Título em português)                                                | Dirigido por        | Escrito por                                                                                               | Exibição original       | Cód. de produção | Audiência nos EUA (milhões) |
| ------------ | ------------ | ------------------------------------------------------------------------------------ | ------------------- | --- | ----------------------- | ---------------- | --------------------------- |
| 74           | 1            | "The One with the Jellyfish" "Aquele com a Água-Viva"                                | Shelley Jensen      | Wil Calhoun                                                                                               | 25 de setembro de 1997  | 466601           | 29,4                        |
| 75           | 2            | "The One with the Cat" "Aquele do Gato"                                              | Shelley Jensen      | Jill Condon e Amy Toomin                                                                                  | 2 de outubro de 1997    | 466602           | 25,5                        |
| 76           | 3            | "The One with the Cuffs" "Aquele das Algemas"                                        | Peter Bonerz        | Seth Kurland                                                                                              | 9 de outubro de 1997    | 466603           | 24,0                        |
| 77           | 4            | "The One with the Ballroom Dancing" "Aquele da Dança de Salão"                       | Gail Mancuso        | Ted Cohen e Andrew Reich                                                                                  | 16 de outubro de 1997   | 466604           | 24,3                        |
| 78           | 5            | "The One with Joey's New Girlfriend" "Aquele com a Nova Namorada do Joey"            | Gail Mancuso        | Gregory S. Malins e Michael Curti                                                                         | 30 de outubro de 1997   | 466605           | 24,4                        |
| 79           | 6            | "The One with the Dirty Girl" "Aquele com a Garota Suja"                             | Shelley Jensen      | Shana Goldberg-Meehan e Scott Silveri                                                                     | 6 de novembro de 1997   | 466606           | 25,7                        |
| 80           | 7            | "The One Where Chandler Crosses the Line" "Aquele em que Chandler Passa dos Limites" | Kevin S. Bright     | Adam Chase                                                                                                | 13 de novembro de 1997  | 466607           | 26,4                        |
| 81           | 8            | "The One with Chandler in a Box" "Aquele do Chandler na Caixa"                       | Peter Bonerz        | Michael Borkow                                                                                            | 20 de novembro de 1997  | 466608           | 26,8                        |
| 82           | 9            | "The One Where They're Going to Party!" "Aquele em que Eles vão se Divertir"         | Peter Bonerz        | Ted Cohen e Andrew Reich                                                                                  | 11 de dezembro de 1997  | 466609           | 23,9                        |
| 83           | 10           | "The One with the Girl from Poughkeepsie" "Aquele com a Garota de Poughkeepsie"      | Gary Halvorson      | Scott Silveri                                                                                             | 18 de dezembro de 1997  | 466612           | 23,2                        |
| 84           | 11           | "The One with Phoebe's Uterus" "Aquele com o Útero da Phoebe"                        | David Steinberg     | Seth Kurland                                                                                              | 8 de janeiro de 1998    | 466610           | 23,7                        |
| 85           | 12           | "The One with the Embryos" "Aquele dos Embriões"                                     | Kevin S. Bright     | Jill Condon e Amy Toomin                                                                                  | 15 de janeiro de 1998   | 466611           | 27,1                        |
| 86           | 13           | "The One with Rachel's Crush" "Aquele com a Paquera da Rachel"                       | Dana DeVally Piazza | Shana Goldberg-Meehan                                                                                     | 29 de janeiro de 1998   | 466613           | 25,3                        |
| 87           | 14           | "The One with Joey's Dirty Day" "Aquele Sobre o Dia Sujo do Joey"                    | Peter Bonerz        | Wil Calhoun                                                                                               | 5 de fevereiro de 1998  | 466614           | 25,1                        |
| 88           | 15           | "The One with All the Rugby" "Aquele do Rugby"                                       | James Burrows       | História por : Ted Cohen e Andrew Reich Roteiro por : Wil Calhoun                                         | 26 de fevereiro de 1998 | 466617           | 24,4                        |
| 89           | 16           | "The One with the Fake Party" "Aquele da Festa Falsa"                                | Michael Lembeck     | História por : Alicia Sky Varinaitis Roteiro por : Scott Silveri e Shana Goldberg-Meehan                  | 19 de março de 1998     | 466615           | 23,1                        |
| 90           | 17           | "The One with the Free Porn" "Aquele com a Pornografia de Graça"                     | Michael Lembeck     | História por : Mark Kunerth Roteiro por : Richard Goodman                                                 | 26 de março de 1998     | 466616           | 23,2                        |
| 91           | 18           | "The One with Rachel's New Dress" "Aquele do Vestido Novo da Rachel"                 | Gail Mancuso        | História por : Andrew Reich & Ted Cohen Roteiro por : Jill Condon & Amy Toomin                            | 2 de abril de 1998      | 466620           | 21,7                        |
| 92           | 19           | "The One with All the Haste" "Aquele da Pressa"                                      | Kevin S. Bright     | Scott Silveri e Wil Calhoun                                                                               | 9 de abril de 1998      | 466618           | 21,8                        |
| 93           | 20           | "The One with All the Wedding Dresses" "Aquele com Todos os Vestidos de Noiva"       | Gail Mancuso        | História por : Adam Chase Roteiro por : Gregory S. Malins e Michael Curtis                                | 16 de abril de 1998     | 466621           | 21,9                        |
| 94           | 21           | "The One with the Invitation" "Aquele do Convite"                                    | Peter Bonerz        | Seth Kurland                                                                                              | 23 de abril de 1998     | 466619           | 21,5                        |
| 95           | 22           | "The One with the Worst Best Man Ever" "Aquele do Pior Padrinho de Todos os Tempos"  | Peter Bonerz        | História por : Seth Kurland Roteiro por : Gregory S. Malins e Michael Curtis                              | 30 de abril de 1998     | 466622           | 23,2                        |
| 96 97        | 23 24        | "The One with Ross's Wedding" "Aquele do Casamento do Ross"                          | Kevin S. Bright     | Michael BorkowHistória por : Jill Condon e Amy Toomin Roteiro por : Shana Goldberg-Meehan e Scott Silveri | 7 de maio de 1998       | 466623 466624    | 31,6                        |

### 5.ª temporada (1998–1999)
| N.º na série | N.º na temp. | Título original (Título em português)                                              | Dirigido por         | Escrito por                                                                   | Exibição original       | Cód. de produção | Audiência nos EUA (milhões) |
| ------------ | ------------ | ---------------------------------------------------------------------------------- | -------------------- | ----------------------------------------------------------------------------- | ----------------------- | ---------------- | --------------------------- |
| 98           | 1            | "The One After Ross Says Rachel" "Aquele Depois de Ross Dizer Rachel"              | Kevin S. Bright      | Seth Kurland                                                                  | 24 de setembro de 1998  | 467651           | 31,1                        |
| 99           | 2            | "The One with All the Kissing" "Aquele com Todos os Beijos"                        | Gary Halvorson       | Wil Calhoun                                                                   | 1 de outubro de 1998    | 467652           | 25,4                        |
| 100          | 3            | "The One Hundredth" "Aquele do Centésimo"                                          | Kevin S. Bright      | David Crane e Marta Kauffman                                                  | 8 de outubro de 1998    | 467653           | 26,8                        |
| 101          | 4            | "The One Where Phoebe Hates PBS" "Aquele em que Phoebe Odeia a PBS"                | Shelley Jensen       | Michael Curtis                                                                | 15 de outubro de 1998   | 467654           | 24,1                        |
| 102          | 5            | "The One with the Kips" "Aquele com o Kips"                                        | Dana DeValley Piazza | Scott Silveri                                                                 | 29 de outubro de 1998   | 467655           | 25,9                        |
| 103          | 6            | "The One with the Yeti" "Aquele com o Pé Grande"                                   | Gary Halvorson       | Alexa Junge                                                                   | 5 de novembro de 1998   | 467656           | 25,0                        |
| 104          | 7            | "The One Where Ross Moves In" "Aquele em que Ross se Muda"                         | Gary Halvorson       | Gigi McCreery e Perry Rein                                                    | 12 de novembro de 1998  | 467657           | 24,4                        |
| 105          | 8            | "The One with All the Thanksgivings" "Aquele com Todos os Dias de Ação de Graças"  | Kevin S. Bright      | Gregory S. Malins                                                             | 19 de novembro de 1998  | 467659           | 23,9                        |
| 106          | 9            | "The One with Ross's Sandwich" "Aquele do Sanduíche do Ross"                       | Gary Halvorson       | Ted Cohen e Andrew Reich                                                      | 10 de dezembro de 1998  | 467658           | 23,0                        |
| 107          | 10           | "The One with the Inappropriate Sister" "Aquele com a Irmã Inapropriada"           | Dana DeValley Piazza | Shana Goldberg-Meehan                                                         | 17 de dezembro de 1998  | 467661           | 23,7                        |
| 108          | 11           | "The One with All the Resolutions" "Aquele com Todas as Resoluções"                | Joe Regalbuto        | História por : Brian Boyle Roteiro por : Suzie Villandry                      | 7 de janeiro de 1999    | 467660           | 27,0                        |
| 109          | 12           | "The One with Chandler's Work Laugh" "Aquele com a Risada de Trabalho de Chandler" | Kevin S. Bright      | Alicia Sky Varinaitis                                                         | 21 de janeiro de 1999   | 467663           | 24,8                        |
| 110          | 13           | "The One with Joey's Bag" "Aquele com a Bolsa do Joey"                             | Gail Mancuso         | História por : Michael Curtis Roteiro por : Seth Kurland                      | 4 de fevereiro de 1999  | 467662           | 24,9                        |
| 111          | 14           | "The One Where Everybody Finds Out" "Aquele em que Todos Descobrem"                | Michael Lembeck      | Alexa Junge                                                                   | 11 de fevereiro de 1999 | 467664           | 27,7                        |
| 112          | 15           | "The One with the Girl Who Hits Joey" "Aquele com a Garota que Bate no Joey"       | Kevin S. Bright      | Adam Chase                                                                    | 18 de fevereiro de 1999 | 467665           | 29,3                        |
| 113          | 16           | "The One with the Cop" "Aquele com o Policial"                                     | Andrew Tsao          | História por : Alicia Sky Varinaitis Roteiro por : Gigi McCreery e Perry Rein | 25 de fevereiro de 1999 | 467666           | 26,0                        |
| 114          | 17           | "The One with Rachel's Inadvertent Kiss" "Aquele com o Beijo Acidental de Rachel"  | Shelley Jensen       | Andrew Reich e Ted Cohen                                                      | 18 de março de 1999     | 467667           | 24,5                        |
| 115          | 18           | "The One Where Rachel Smokes" "Aquele em que Rachel Fuma"                          | Todd Holland         | Michael Curtis                                                                | 8 de abril de 1999      | 467668           | 21,9                        |
| 116          | 19           | "The One Where Ross Can't Flirt" "Aquele em que Ross Não Consegue Flertar"         | Gail Mancuso         | Doty Abrams                                                                   | 22 de abril de 1999     | 467669           | 20,9                        |
| 117          | 20           | "The One with the Ride-Along" "Aquele do Passeio"                                  | Gary Halvorson       | Shana Goldberg-Meehan e Seth Kurland                                          | 29 de abril de 1999     | 467670           | 19,6                        |
| 118          | 21           | "The One with the Ball" "Aquele com a Bola"                                        | Gary Halvorson       | História por : Scott Silveri Roteiro por : Gregory S. Malins                  | 6 de maio de 1999       | 467671           | 20,9                        |
| 119          | 22           | "The One with Joey's Big Break" "Aquele com a Grande Chance de Joey"               | Gary Halvorson       | História por : Shana Goldberg-Meehan Roteiro por : Wil Calhoun                | 13 de maio de 1999      | 467672           | 21,3                        |
| 120 121      | 23 24        | "The One in Vegas" "Aquele em Vegas"                                               | Kevin S. Bright      | Ted Cohen e Andrew ReichGregory S. Malins e Scott Silveri                     | 20 de maio de 1999      | 467673 467674    | 25,9                        |

### 6.ª temporada (1999–2000)
| N.º na série | N.º na temp. | Título original (Título em português)                                                      | Dirigido por    | Escrito por                                                                        | Exibição original       | Cód. de produção | Audiência nos EUA (milhões) |
| ------------ | ------------ | ------------------------------------------------------------------------------------------ | --------------- | ---------------------------------------------------------------------------------- | ----------------------- | ---------------- | --------------------------- |
| 122          | 1            | "The One After Vegas" "Aquele Depois de Vegas"                                             | Kevin S. Bright | Adam Chase                                                                         | 23 de setembro de 1999  | 225551           | 27,7                        |
| 123          | 2            | "The One Where Ross Hugs Rachel" "Aquele em que Ross Abraça Rachel"                        | Gail Mancuso    | Shana Goldberg-Meehan                                                              | 30 de setembro de 1999  | 225552           | 22,9                        |
| 124          | 3            | "The One with Ross's Denial" "Aquele da Negação de Ross"                                   | Gary Halvorson  | Seth Kurland                                                                       | 7 de outubro de 1999    | 225553           | 21,6                        |
| 125          | 4            | "The One Where Joey Loses His Insurance" "Aquele em que Joey Perde Seu Convênio"           | Gary Halvorson  | Andrew Reich e Ted Cohen                                                           | 14 de outubro de 1999   | 225554           | 21,1                        |
| 126          | 5            | "The One with Joey's Porsche" "Aquele do Porsche de Joey"                                  | Gary Halvorson  | Perry Rein e Gigi McCreery                                                         | 21 de outubro de 1999   | 225555           | 22,4                        |
| 127          | 6            | "The One on the Last Night" "Aquele da Última Noite"                                       | David Schwimmer | Scott Silveri                                                                      | 4 de novembro de 1999   | 225556           | 23,6                        |
| 128          | 7            | "The One Where Phoebe Runs" "Aquele Onde Phoebe Corre"                                     | Gary Halvorson  | Sherry Bilsing-Graham e Ellen Plummer                                              | 11 de novembro de 1999  | 225557           | 22,7                        |
| 129          | 8            | "The One with Ross's Teeth" "Aquele com os Dentes do Ross"                                 | Gary Halvorson  | História por : Andrew Reich e Ted Cohen Roteiro por : Perry Rein e Gigi McCreery   | 18 de novembro de 1999  | 225558           | 22,1                        |
| 130          | 9            | "The One Where Ross Got High" "Aquele em que Ross Fica Doidão"                             | Kevin S. Bright | Gregory S. Malins                                                                  | 25 de novembro de 1999  | 225559           | 19,2                        |
| 131          | 10           | "The One with the Routine" "Aquele da Rotina"                                              | Kevin S. Bright | Brian Boyle                                                                        | 16 de dezembro de 1999  | 225561           | 22,4                        |
| 132          | 11           | "The One with the Apothecary Table" "Aquele com a Mesa do Boticário"                       | Kevin S. Bright | História por : Zachary Rosenblatt Roteiro por : Brian Boyle                        | 6 de janeiro de 2000    | 225560           | 22,3                        |
| 133          | 12           | "The One with the Joke" "Aquele da Piada"                                                  | Gary Halvorson  | História por : Shana Goldberg-Meehan Roteiro por : Andrew Reich e Ted Cohen        | 13 de janeiro de 2000   | 225562           | 22,3                        |
| 134          | 13           | "The One with Rachel's Sister" "Aquele com a Irmã de Rachel"                               | Gary Halvorson  | História por : Seth Kurland Roteiro por : Sherry Bilsing-Graham e Ellen Plummer    | 3 de fevereiro de 2000  | 225563           | 24,1                        |
| 135          | 14           | "The One Where Chandler Can't Cry" "Aquele em que Chandler Não Consegue Chorar"            | Kevin S. Bright | Andrew Reich e Ted Cohen                                                           | 10 de fevereiro de 2000 | 225564           | 23,8                        |
| 136 137      | 15 16        | "The One That Could Have Been" "Aquele que Poderia Ter Sido"                               | Michael Lembeck | Gregory S. Malins e Adam ChaseDavid Crane e Marta Kauffman                         | 17 de fevereiro de 2000 | 225565 225566    | 20,7                        |
| 138          | 17           | "The One with Unagi" "Aquele do Unagi"                                                     | Gary Halvorson  | História por : Zachary Rosenblatt Roteiro por : Adam Chase                         | 24 de fevereiro de 2000 | 225568           | 22,1                        |
| 139          | 18           | "The One Where Ross Dates a Student" "Aquele em que Ross Namora Uma Aluna"                 | Gary Halvorson  | Seth Kurland                                                                       | 9 de março de 2000      | 225567           | 20,5                        |
| 140          | 19           | "The One with Joey's Fridge" "Aquele com o Refrigerador de Joey"                           | Ben Weiss       | História por : Seth Kurland Roteiro por : Gigi McCreery e Perry Rein               | 23 de março de 2000     | 225569           | 21,5                        |
| 141          | 20           | "The One with Mac and C.H.E.E.S.E." "Aquele com 'Mac and C.H.E.E.S.E.'"                    | Kevin S. Bright | Doty Abrams                                                                        | 13 de abril de 2000     | 225575           | 18,8                        |
| 142          | 21           | "The One Where Ross Meets Elizabeth's Dad" "Aquele em que Ross Conhece o Pai de Elizabeth" | Michael Lembeck | História por : David J. Lagana Roteiro por : Scott Silveri                         | 27 de abril de 2000     | 225570           | 20,6                        |
| 143          | 22           | "The One Where Paul's the Man" "Aquele em que Paul é o Cara"                               | Gary Halvorson  | História por : Brian Caldirola Roteiro por : Sherry Bilsing-Graham e Ellen Plummer | 4 de maio de 2000       | 225571           | 20,0                        |
| 144          | 23           | "The One with the Ring" "Aquele com o Anel"                                                | Gary Halvorson  | Ted Cohen e Andrew Reich                                                           | 11 de maio de 2000      | 225572           | 20,9                        |
| 145 146      | 24 25        | "The One with the Proposal" "Aquele da Proposta de Casamento"                              | Kevin S. Bright | Shana Goldberg-Meehan e Scott SilveriAndrew Reich e Ted Cohen                      | 18 de maio de 2000      | 225573 225574    | 30,7                        |

### 7.ª temporada (2000–2001)
| N.º na série | N.º na temp. | Título original (Título em português)                                                      | Dirigido por                     | Escrito por                                                                                 | Exibição original       | Cód. de produção | Audiência nos EUA (milhões) |
| ------------ | ------------ | ------------------------------------------------------------------------------------------ | -------------------------------- | ------------------------------------------------------------------------------------------- | ----------------------- | ---------------- | --------------------------- |
| 147          | 1            | "The One with Monica's Thunder" "Aquele com o Momento da Monica"                           | Kevin S. Bright                  | História por : Wil Calhoun Roteiro por : David Crane e Marta Kauffman                       | 12 de outubro de 2000   | 226401           | 25,54                       |
| 148          | 2            | "The One with Rachel's Book" "Aquele com o Livro da Rachel"                                | Michael Lembeck                  | Andrew Reich e Ted Cohen                                                                    | 12 de outubro de 2000   | 226402           | 27,93                       |
| 149          | 3            | "The One with Phoebe's Cookies" "Aquele com os Biscoitos da Phoebe"                        | Gary Halvorson                   | Sherry Bilsing e Ellen Plummer                                                              | 19 de outubro de 2000   | 226405           | 22,70                       |
| 150          | 4            | "The One with Rachel's Assistant" "Aquele com o Assistente da Rachel"                      | David Schwimmer                  | Brian Boyle                                                                                 | 26 de outubro de 2000   | 226403           | 22,66                       |
| 151          | 5            | "The One with the Engagement Picture" "Aquele da Foto do Noivado"                          | Gary Halvorson                   | História por : Earl Davis Roteiro por : Patty Lin                                           | 2 de novembro de 2000   | 226404           | 24,43                       |
| 152          | 6            | "The One with the Nap Partners" "Aquele com os Parceiros de Cochilo"                       | Gary Halvorson                   | Brian Buckner e Sebastian Jones                                                             | 9 de novembro de 2000   | 226406           | 22,01                       |
| 153          | 7            | "The One with Ross's Library Book" "Aquele do Livro da Biblioteca do Ross"                 | David Schwimmer                  | Scott Silveri                                                                               | 16 de novembro de 2000  | 226410           | 23,73                       |
| 154          | 8            | "The One Where Chandler Doesn't Like Dogs" "Aquele em que Chandler Não Gosta de Cachorros" | Kevin S. Bright                  | Patty Lin                                                                                   | 23 de novembro de 2000  | 226407           | 16,57                       |
| 155          | 9            | "The One with All the Candy" "Aquele dos Doces"                                            | David Schwimmer                  | Wil Calhoun                                                                                 | 7 de dezembro de 2000   | 226408           | 21,08                       |
| 156          | 10           | "The One with the Holiday Armadillo" "Aquele com o Tatu das Festividades"                  | Gary Halvorson                   | Gregory S. Malins                                                                           | 14 de dezembro de 2000  | 226409           | 23,26                       |
| 157          | 11           | "The One with All the Cheesecakes" "Aquele com os Cheesecakes"                             | Gary Halvorson                   | Shana Goldberg-Meehan                                                                       | 4 de janeiro de 2001    | 226412           | 24,37                       |
| 158          | 12           | "The One Where They're Up All Night" "Aquele em que Eles Ficam Acordados a Noite Toda"     | Kevin S. Bright                  | Zachary Rosenblatt                                                                          | 11 de janeiro de 2001   | 226413           | 22,86                       |
| 159          | 13           | "The One Where Rosita Dies" "Aquele em que Rosita Morre"                                   | Stephen Prime                    | História por : Ellen Plummer e Sherry Bilsing Roteiro por : Brian Buckner e Sebastian Jones | 1 de fevereiro de 2001  | 226415           | 22,24                       |
| 160          | 14           | "The One Where They All Turn Thirty" "Aquele em que Todos Fazem 30 Anos"                   | Ben Weiss                        | História por : Vanessa McCarthy Roteiro por : Ellen Plummer e Sherry Bilsing                | 8 de fevereiro de 2001  | 226411           | 22,40                       |
| 161          | 15           | "The One with Joey's New Brain" "Aquele com o Novo Cérebro de Joey"                        | Kevin S. Bright                  | História por : Sherry Bilsing e Ellen Plummer Roteiro por : Andrew Reich e Ted Cohen        | 15 de fevereiro de 2001 | 226416           | 21,75                       |
| 162          | 16           | "The One with the Truth About London" "Aquele da Verdade Sobre Londres"                    | David Schwimmer                  | História por : Brian Buckner e Sebastian Jones Roteiro por : Zachary Rosenblatt             | 22 de fevereiro de 2001 | 226417           | 21,22                       |
| 163          | 17           | "The One with the Cheap Wedding Dress" "Aquele do Vestido de Noiva Barato"                 | Kevin S. Bright                  | História por : Brian Buckner e Sebastian Jones Roteiro por : Andrew Reich e Ted Cohen       | 15 de março de 2001     | 226414           | 20,84                       |
| 164          | 18           | "The One with Joey's Award" "Aquele com o Prêmio de Joey"                                  | Gary Halvorson                   | História por : Sherry Bilsing e Ellen Plummer Roteiro por : Brian Boyle                     | 29 de março de 2001     | 226418           | 17,81                       |
| 165          | 19           | "The One with Ross and Monica's Cousin" "Aquele com a Prima da Monica e do Ross"           | Gary Halvorson                   | Andrew Reich e Ted Cohen                                                                    | 19 de abril de 2001     | 226421           | 16,55                       |
| 166          | 20           | "The One with Rachel's Big Kiss" "Aquele com o Grande Beijo da Rachel"                     | Gary Halvorson                   | Scott Silveri e Shana Goldberg-Meehan                                                       | 26 de abril de 2001     | 226419           | 16,30                       |
| 167          | 21           | "The One with the Vows" "Aquele dos Votos"                                                 | Gary Halvorson                   | Doty Abrams                                                                                 | 3 de maio de 2001       | 226424           | 15,65                       |
| 168          | 22           | "The One with Chandler's Dad" "Aquele com o Pai do Chandler"                               | Kevin S. Bright e Gary Halvorson | História por : Gregory S. Malins Roteiro por : Brian Buckner e Sebastian Jones              | 10 de maio de 2001      | 226420           | 17,23                       |
| 169 170      | 2324         | "The One with Monica and Chandler's Wedding" "Aquele do Casamento da Monica e do Chandler" | Kevin S. Bright                  | Gregory S. MalinsMarta Kauffman e David Crane                                               | 17 de maio de 2001      | 226422 226423    | 30,05                       |

#### Especial
| Título                                 | Exibição original       | Audiência nos EUA (milhões) |
| -------------------------------------- | ----------------------- | --------------------------- |
| "Friends: The Stuff You've Never Seen" | 15 de fevereiro de 2001 | 22,50                       |

### 8.ª temporada (2001–2002)
| N.º na série | N.º na temp. | Título original (Título em português)                                                 | Dirigido por    | Escrito por                                                                    | Exibição original       | Cód. de produção | Audiência nos EUA (milhões) |
| ------------ | ------------ | ------------------------------------------------------------------------------------- | --------------- | ------------------------------------------------------------------------------ | ----------------------- | ---------------- | --------------------------- |
| 171          | 1            | "The One After 'I Do' " "Aquele Depois do 'Sim' "                                     | Kevin S. Bright | David Crane e Marta Kauffman                                                   | 27 de setembro de 2001  | 227401           | 31,70                       |
| 172          | 2            | "The One with the Red Sweater" "Aquele do Suéter Vermelho"                            | David Schwimmer | Dana Klein Borkow                                                              | 4 de outubro de 2001    | 227402           | 30,04                       |
| 173          | 3            | "The One Where Rachel Tells..." "Aquele em que Rachel Conta..."                       | Sheldon Epps    | Sherry Bilsing e Ellen Plummer                                                 | 11 de outubro de 2001   | 227403           | 29,20                       |
| 174          | 4            | "The One with the Videotape" "Aquele com o Videotape"                                 | Kevin S. Bright | Scott Silveri                                                                  | 18 de outubro de 2001   | 227406           | 25,58                       |
| 175          | 5            | "The One with Rachel's Date" "Aquele com o Encontro da Rachel"                        | Gary Halvorson  | Brian Buckner e Sebastian Jones                                                | 25 de outubro de 2001   | 227404           | 25,64                       |
| 176          | 6            | "The One with the Halloween Party" "Aquele da Festa de Halloween"                     | Gary Halvorson  | Mark Kunerth                                                                   | 1 de novembro de 2001   | 227405           | 26,96                       |
| 177          | 7            | "The One with the Stain" "Aquele da Mancha"                                           | Kevin S. Bright | R. Lee Fleming Jr.                                                             | 8 de novembro de 2001   | 227407           | 24,24                       |
| 178          | 8            | "The One with the Stripper" "Aquele da Stripper"                                      | David Schwimmer | Andrew Reich e Ted Cohen                                                       | 15 de novembro de 2001  | 227408           | 26,54                       |
| 179          | 9            | "The One with the Rumor" "Aquele do Boato"                                            | Gary Halvorson  | Shana Goldberg-Meehan                                                          | 22 de novembro de 2001  | 227410           | 24,24                       |
| 180          | 10           | "The One with Monica's Boots" "Aquele com as Botas da Monica"                         | Kevin S. Bright | História por : Robert Carlock Roteiro por : Brian Buckner e Sebastian Jones    | 6 de dezembro de 2001   | 227409           | 22,44                       |
| 181          | 11           | "The One with Ross's Step Forward" "Aquele do Cartão Assustador"                      | Gary Halvorson  | Robert Carlock                                                                 | 13 de dezembro de 2001  | 227411           | 23,85                       |
| 182          | 12           | "The One Where Joey Dates Rachel" "Aquele em que Joey Namora Rachel"                  | David Schwimmer | Sherry Bilsing-Graham e Ellen Plummer                                          | 10 de janeiro de 2002   | 227412           | 25,53                       |
| 183          | 13           | "The One Where Chandler Takes a Bath" "Aquele em que Chandler Toma Banho de Banheira" | Ben Weiss       | Vanessa McCarthy                                                               | 17 de janeiro de 2002   | 227413           | 29,24                       |
| 184          | 14           | "The One with the Secret Closet" "Aquele com o Armário Secreto"                       | Kevin S. Bright | Brian Buckner e Sebastian Jones                                                | 31 de janeiro de 2002   | 227414           | 28,64                       |
| 185          | 15           | "The One with the Birthing Video" "Aquele com o Vídeo do Parto"                       | Kevin S. Bright | Dana Klein Borkow                                                              | 7 de fevereiro de 2002  | 227415           | 28,64                       |
| 186          | 16           | "The One Where Joey Tells Rachel" "Aquele em que Joey Conta Para Rachel"              | Ben Weiss       | Andrew Reich e Ted Cohen                                                       | 28 de fevereiro de 2002 | 227416           | 27,52                       |
| 187          | 17           | "The One with the Tea Leaves" "Aquele com as Folhas de Chá"                           | Gary Halvorson  | História por : R. Lee Fleming Jr. Roteiro por : Steven Rosenhaus               | 7 de março de 2002      | 227417           | 26,30                       |
| 188          | 18           | "The One in Massapequa" "Aquele em Massapequa"                                        | Gary Halvorson  | História por : Peter Tibbals Roteiro por : Mark Kunerth                        | 28 de março de 2002     | 227418           | 22,05                       |
| 189          | 19           | "The One with Joey's Interview" "Aquele com a Entrevista do Joey"                     | Gary Halvorson  | Doty Abrams                                                                    | 4 de abril de 2002      | 227424           | 22,59                       |
| 190          | 20           | "The One with the Baby Shower" "Aquele com o Chá de Bebê"                             | Kevin S. Bright | Sherry Bilsing-Graham e Ellen Plummer                                          | 25 de abril de 2002     | 227421           | 22,24                       |
| 191          | 21           | "The One with the Cooking Class" "Aquele com a Aula de Culinária"                     | Gary Halvorson  | História por : Dana Klein Borkow Roteiro por : Brian Buckner e Sebastian Jones | 2 de maio de 2002       | 227419           | 23,97                       |
| 192          | 22           | "The One Where Rachel is Late" "Aquele em que Rachel Está Atrasada"                   | Gary Halvorson  | Shana Goldberg-Meehan                                                          | 9 de maio de 2002       | 227420           | 24,32                       |
| 193 194      | 2324         | "The One Where Rachel Has a Baby" "Aquele em que Rachel tem o Bebê"                   | Kevin S. Bright | Scott SilveriMarta Kauffman e David Crane                                      | 16 de maio de 2002      | 227422 227423    | 34,91                       |

### 9.ª temporada (2002–2003)
| N.º na série | N.º na temp. | Título original (Título em português)                                                  | Dirigido por       | Escrito por                                                                                        | Exibição original       | Cód. de produção | Audiência nos EUA (milhões) |
| ------------ | ------------ | -------------------------------------------------------------------------------------- | ------------------ | -------------------------------------------------------------------------------------------------- | ----------------------- | ---------------- | --------------------------- |
| 195          | 1            | "The One Where No One Proposes" "Aquele em que Ninguém Faz o Pedido"                   | Kevin S. Bright    | Sherry Bilsing-Graham e Ellen Plummer                                                              | 26 de setembro de 2002  | 175251           | 34,01                       |
| 196          | 2            | "The One Where Emma Cries" "Aquele em que Emma Chora"                                  | Sheldon Epps       | Dana Klein Borkow                                                                                  | 3 de outubro de 2002    | 175252           | 28,93                       |
| 197          | 3            | "The One with the Pediatrician" "Aquele com o Pediatra"                                | Roger Christiansen | Brian Buckner e Sebastian Jones                                                                    | 10 de outubro de 2002   | 175254           | 26,63                       |
| 198          | 4            | "The One with the Sharks" "Aquele com os Tubarões"                                     | Ben Weiss          | Andrew Reich e Ted Cohen                                                                           | 17 de outubro de 2002   | 175253           | 25,82                       |
| 199          | 5            | "The One with Phoebe's Birthday Dinner" "Aquele com o Jantar de Aniversário de Phoebe" | David Schwimmer    | Scott Silveri                                                                                      | 31 de outubro de 2002   | 175255           | 24,46                       |
| 200          | 6            | "The One with the Male Nanny" "Aquele com a Babá Homem"                                | Kevin S. Bright    | David Crane e Marta Kauffman                                                                       | 7 de novembro de 2002   | 175256           | 27,51                       |
| 201          | 7            | "The One with Ross's Inappropriate Song" "Aquele com a Canção Inadequada do Ross"      | Gary Halvorson     | Robert Carlock                                                                                     | 14 de novembro de 2002  | 175257           | 25,35                       |
| 202          | 8            | "The One with Rachel's Other Sister" "Aquele com a Outra Irmã de Rachel"               | Kevin S. Bright    | Shana Goldberg-Meehan                                                                              | 21 de novembro de 2002  | 175258           | 26,76                       |
| 203          | 9            | "The One with Rachel's Phone Number" "Aquele com o Telefone da Rachel"                 | Ben Weiss          | Mark Kunerth                                                                                       | 5 de dezembro de 2002   | 175259           | 25,43                       |
| 204          | 10           | "The One with Christmas in Tulsa" "Aquele do Natal em Tulsa"                           | Kevin S. Bright    | Doty Abrams                                                                                        | 12 de dezembro de 2002  | 175260           | 22,29                       |
| 205          | 11           | "The One Where Rachel Goes Back to Work" "Aquele em que Rachel Volta a Trabalhar"      | Gary Halvorson     | História por : Judd Rubin Roteiro por : Peter Tibbals                                              | 9 de janeiro de 2003    | 175261           | 23,67                       |
| 206          | 12           | "The One with Phoebe's Rats" "Aquele com os Ratos da Phoebe"                           | Ben Weiss          | História por : Dana Klein Borkow Roteiro por : Brian Buckner e Sebastian Jones                     | 16 de janeiro de 2003   | 175262           | 23,66                       |
| 207          | 13           | "The One Where Monica Sings" "Aquele em que Monica Canta"                              | Gary Halvorson     | História por : Sherry Bilsing-Graham e Ellen Plummer Roteiro por : Steven Rosenhaus                | 30 de janeiro de 2003   | 175263           | 25,82                       |
| 208          | 14           | "The One with the Blind Dates" "Aquele com os Encontros às Escuras"                    | Gary Halvorson     | Sherry Bilsing-Graham e Ellen Plummer                                                              | 6 de fevereiro de 2003  | 175265           | 23,37                       |
| 209          | 15           | "The One with the Mugging" "Aquele com o Assalto"                                      | Gary Halvorson     | Peter Tibbals                                                                                      | 13 de fevereiro de 2003 | 175264           | 20,85                       |
| 210          | 16           | "The One with the Boob Job" "Aquele com a Cirurgia Plástica"                           | Gary Halvorson     | Mark Kunerth                                                                                       | 20 de fevereiro de 2003 | 175266           | 19,52                       |
| 211          | 17           | "The One with the Memorial Service" "Aquele do Memorial"                               | Gary Halvorson     | História por : Robert Carlock Roteiro por : Brian Buckner e Sebastian Jones                        | 13 de março de 2003     | 175267           | 21,00                       |
| 212          | 18           | "The One with the Lottery" "Aquele da Loteria"                                         | Gary Halvorson     | História por : Brian Buckner e Sebastian Jones Roteiro por : Sherry Bilsing-Graham e Ellen Plummer | 3 de abril de 2003      | 175268           | 20,79                       |
| 213          | 19           | "The One with Rachel's Dream" "Aquele com o Sonho da Rachel"                           | Terry Hughes       | História por : Dana Klein Borkow Roteiro por : Mark Kunerth                                        | 17 de abril de 2003     | 175269           | 18,25                       |
| 214          | 20           | "The One with the Soap Opera Party" "Aquele com a Festa da Novela"                     | Sheldon Epps       | História por : Shana Goldberg-Meehan Roteiro por : Andrew Reich e Ted Cohen                        | 24 de abril de 2003     | 175270           | 20,71                       |
| 215          | 21           | "The One with the Fertility Test" "Aquele com o Teste de Fertilidade"                  | Gary Halvorson     | História por : Scott Silveri Roteiro por : Robert Carlock                                          | 1 de maio de 2003       | 175271           | 19,03                       |
| 216          | 22           | "The One with the Donor" "Aquele com o Doador"                                         | Ben Weiss          | Andrew Reich e Ted Cohen                                                                           | 8 de maio de 2003       | 175272           | 19,55                       |
| 217 218      | 2324         | "The One in Barbados" "Aquele em Barbados"                                             | Kevin S. Bright    | Shana Goldberg-Meehan e Scott SilveriMarta Kauffman e David Crane                                  | 15 de maio de 2003      | 175273 175274    | 25,46                       |

### 10.ª temporada (2003–2004)
| N.º na série | N.º na temp. | Título original (Título em português)                                                | Dirigido por       | Escrito por                                                            | Exibição original       | Cód. de produção | Audiência nos EUA (milhões) |
| ------------ | ------------ | ------------------------------------------------------------------------------------ | ------------------ | ---------------------------------------------------------------------- | ----------------------- | ---------------- | --------------------------- |
| 219          | 1            | "The One After Joey and Rachel Kiss" "Aquele depois do Beijo do Joey e da Rachel"    | Kevin S. Bright    | Andrew Reich e Ted Cohen                                               | 25 de setembro de 2003  | 176251           | 24,54                       |
| 220          | 2            | "The One Where Ross is Fine" "Aquele em que o Ross Está Legal"                       | Ben Weiss          | Sherry Bilsing-Graham e Ellen Plummer                                  | 2 de outubro de 2003    | 176252           | 22,38                       |
| 221          | 3            | "The One with Ross's Tan" "Aquele com o Bronzeado do Ross"                           | Gary Halvorson     | Brian Buckner                                                          | 9 de outubro de 2003    | 176253           | 21,87                       |
| 222          | 4            | "The One with the Cake" "Aquele com o Bolo"                                          | Gary Halvorson     | Robert Carlock                                                         | 23 de outubro de 2003   | 176254           | 18,77                       |
| 223          | 5            | "The One Where Rachel's Sister Babysits" "Aquele que a Irmã da Rachel Fica de Babá"  | Roger Christiansen | Dana Klein Borkow                                                      | 30 de outubro de 2003   | 176255           | 19,37                       |
| 224          | 6            | "The One with Ross's Grant" "Aquele com a Bolsa de Estudos do Ross"                  | Ben Weiss          | Sebastian Jones                                                        | 6 de novembro de 2003   | 176256           | 20,38                       |
| 225          | 7            | "The One with the Home Study" "Aquele com o Balanço"                                 | Kevin S. Bright    | Mark Kunerth                                                           | 13 de novembro de 2003  | 176257           | 20,21                       |
| 226          | 8            | "The One with the Late Thanksgiving" "Aquele com o Ação de Graças Atrasado"          | Gary Halvorson     | Shana Goldberg-Meehan                                                  | 20 de novembro de 2003  | 176259           | 20,66                       |
| 227          | 9            | "The One with the Birth Mother" "Aquele com a Mãe Biológica"                         | David Schwimmer    | Scott Silveri                                                          | 8 de janeiro de 2004    | 176258           | 25,49                       |
| 228          | 10           | "The One Where Chandler Gets Caught" "Aquele em que o Chandler é Pego"               | Gary Halvorson     | Doty Abrams                                                            | 15 de janeiro de 2004   | 176268           | 26,68                       |
| 229          | 11           | "The One Where the Stripper Cries" "Aquele em que o Stripper Chora"                  | Kevin S. Bright    | David Crane e Marta Kauffman                                           | 5 de fevereiro de 2004  | 176260           | 24,91                       |
| 230          | 12           | "The One with Phoebe's Wedding" "Aquele com o Casamento de Phoebe"                   | Kevin S. Bright    | Robert Carlock e Dana Klein Borkow                                     | 12 de fevereiro de 2004 | 176262           | 25,90                       |
| 231          | 13           | "The One Where Joey Speaks French" "Aquele em que Joey Fala Francês"                 | Gary Halvorson     | Sherry Bilsing-Graham e Ellen Plummer                                  | 19 de fevereiro de 2004 | 176261           | 24,27                       |
| 232          | 14           | "The One with Princess Consuela" "Aquele com a Princesa Consuela"                    | Gary Halvorson     | História por : Robert Carlock Roteiro por : Tracy Reilly               | 26 de fevereiro de 2004 | 176263           | 22,83                       |
| 233          | 15           | "The One Where Estelle Dies" "Aquele em que a Estelle Morre"                         | Gary Halvorson     | História por : Mark Kunerth Roteiro por : David Crane e Marta Kauffman | 22 de abril de 2004     | 176264           | 22,64                       |
| 234          | 16           | "The One with Rachel's Going Away Party" "Aquele com a Festa de Despedida da Rachel" | Gary Halvorson     | Andrew Reich e Ted Cohen                                               | 29 de abril de 2004     | 176265           | 24,51                       |
| 235 236      | 1718         | "The Last One" "O Último"                                                            | Kevin S. Bright    | Marta Kauffman e David Crane                                           | 6 de maio de 2004       | 176266 176267    | 52,46                       |

#### Especial
| Título                            | Exibição original | Audiência nos EUA (milhões) |
| --------------------------------- | ----------------- | --------------------------- |
| "The One with All the Other Ones" | 6 de maio de 2004 | 36,89                       |